# Bukovnica
Bukovnica (madžarsko Bakónak, prekmursko Bükovnica) je vas v bližini Bukovniškega jezera v Občini Moravske Toplice.  V vasi stoji kapela Svetega križa leta 1905, kraj pa je znan tudi po zdravilnih točkah.V vas sta tudi dva zaselka z vinogradi Aušišče in Brejg
V vasi izvira Bukovniški potok. Katerega so zajezili in je nastalo Bukovniško jezero.

## Zgodovina
Ozemlje današnje Bukovnica (ali kot so pisali prej Dolnje in Gornje Bukovnica) je bilo naseljeno morda že v paleotiku, neolitiku, in eneolitiku, o čemer pričajo strokovna izkopavanja na bukovniških poljih.
Bukovnica se v listinah, ki jih hrani Diplomatikai Levelta (Listinski arhiv v Budimpešti), navaja takole: Bakonak (vtraque Bakonak, obe Bukovnici), leta 8. maja 1322